# SAP Cloud Platform
SAP Cloud Platform（エスエイピー・クラウド・プラットフォーム）は、ドイツのソフトウェア大手SAPのPaaS型クラウドサービスである。

## 概要
SAP Cloud PlatformはSAP社が提供するクラウドベースのアプリケーション開発プラットフォームであり、クラウドネイティブのWebアプリケーションやモバイルアプリケーションを開発することができる。2013年に発表された当初の名称はSAP HANA Cloud Platform（HCP）であったが、2017年3月からSAP Cloud Platformに変更された。
2017年5月時点ではグローバルで6500社が採用し、600社以上のパートナー企業が同社のプラットフォーム上での開発を行っており、1000以上のアプリケーションが存在している。日本国内でも近鉄百貨店や三井住友フィナンシャルグループ、サントリーホールディングス、山善などが採用している。 
SAPの提供する他のPaaS型クラウドサービスとして、SAP HANA Enterprise Cloud（HEC）が存在するが、SAP Cloud Platformはクラウドネイティブアプリケーションの開発プラットフォームであるのに対して、HECはSAP製基幹システムの運用に特化したプライベートマネージドクラウドサービスであり、用途が異なっている。競合サービスには米MicrosoftのMicrosoft Azureや米IBMのIBM Cloudなどがある。

## 特徴
内部のアーキテクチャはOpenStackとCloud Foundryで構築されており、クラウドネイティブのアプリケーションを開発する技術者にとっては馴染みのある構成になっている。開発言語にはJavaやHTML5などを使用できる。米Appleとも協業しており、iPadやiPhone向けのアプリケーション開発用のSDKとして「SAP Cloud Platform SDK for iOS」も提供されている。開発方法は同社のブログやオンラインサービスを通じて開発手順の学習コンテンツを視聴できる。
同社のインメモリデータベースHANAの利用やS/4HANA、Concur、SuccessFactors、Aribaなどサービスとの統合が図られている。また、2017年3月9日には米Googleとのクラウド分野での協業が発表され、SAP Cloud PlatformをGoogle Cloud Platform上で展開可能になっている。更に2017年4月にはIoT（Internet of Things）活用の基盤となる「SAP Cloud Platform IoTサービス」も発表された。
国内リージョン向けには東京と大阪にデータセンターがあり、海外へのデータ漏洩を懸念するユーザー企業向けに配慮がなされている。日本国内で提供するSAP Cloud Platformは信頼性、安全性、国内基準の耐震性など、都市型データセンターとしては世界最高水準のサービスおよびサポートを実現し、99.9％以上の稼働率を実現していることが謳われている。

## トレーニングコース
SAP Cloud Platformの概要や使い方については、チュートリアルやオンライントレーニングコースが無償で提供されている。オンライントレーニングコースは、SAP社が提供するMOOCであるWebサイト「openSAP」にて受講できる。オンライントレーニングコースで使用するSAP Cloud Platformの開発環境も無償で試用できる（ログインにはアカウントが必要であるが、無料で作成できる）
。